# Contea di Linze
La contea di Linze (临泽县S, Línzé XiànP) è una contea della Cina, situata nella provincia del Gansu.